# Diatomita
La diatomita o terra de diatomees —també coneguda com a DE, TSS, diahydro, kieselguhr, kieselgur o celite— és una roca sedimentària silícica formada per microfòssils de diatomees, microalgues marines que segreguen un esquelet silicic.

## Usos
La diatomita és un material que serveix de mitjà de filtració; la seva granulometria és ideal per a la filtració del vi. També s'utilitza per a les filtracions en química i en la fabricació de la cervesa. Es va utilitzar, en particular, per estabilitzar la nitroglicerina, i formar amb ella la dinamita. Té altres aplicacions com a agent abrasiu: per al polit de metalls, i als dentífrics.
Serveix també com a pesticida natural no verinós, sobretot, a l'agricultura biològica: la ingesta de partícules de sílice causa lesions del tub digestiu, la fixació sobre el cos dels insectes els causa també lesions que impliquen la seva mort per deshidratació.

## Purificació d'ADN
La diatomita pot ser utilitzada per a la retirada de l'ADN en presència d'un agent caotròpic altament concentrat tal com el iodur de sodi, el clorhidrat de guanidina o el tiocianat de guanidina. Com amb altres silicats, les diatomites desfan la doble hèlix d'ADN però no l'ARN o les proteïnes. L'ADN es pot extreure de la diatomita usant emmagatzemadors intermediaris de força iònica baixa, incloent l'aigua, en pH neutre a lleument alcalí. La diatomita en brut d'una mida uniforme s'ha de rentar primer en un àcid calent tal com  HCl 5M. La calcinació pot millorar en gran manera la consistència del material, mentre que el tractament amb un càustic suau pot millorar l'adsorció amb els nivells inferiors de caòtrofs.

## Geologia

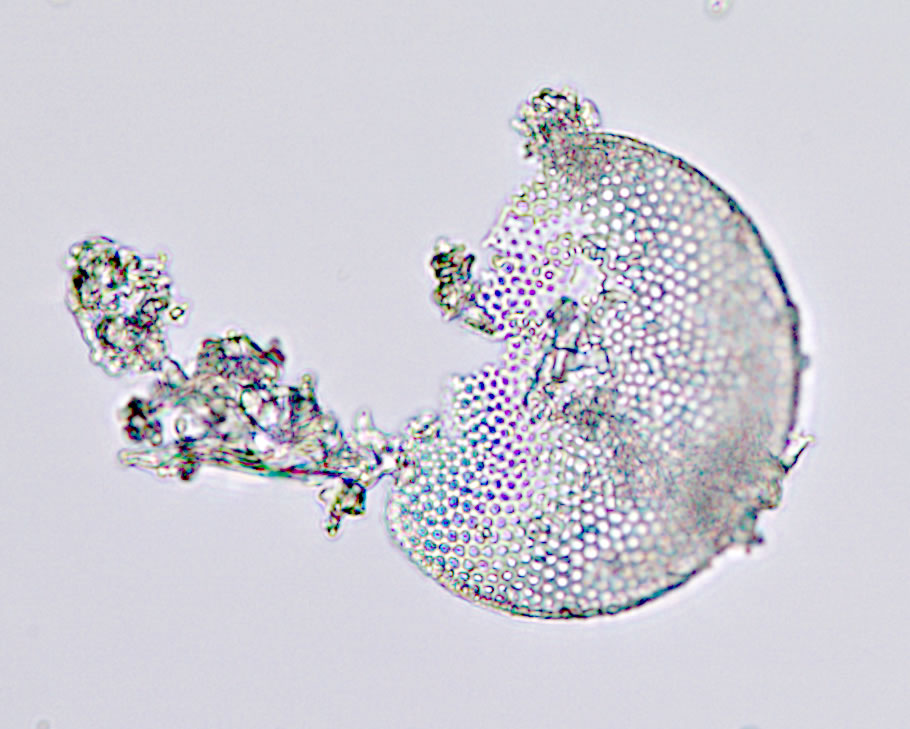
Les parets cel·lulars de les diatomees mantenen la seva estructura individual fins i tot en els filtres processats comercialment, com en aquest d'una piscina.

Atès que la diatomita es forma de les restes flotants de les diatomees, es pot trobar prop de les aigües superficials actuals o anteriors. Es divideix generalment en dues categories basades segons la font de procedència: d'aigua dolça i d'aigua salada. La terra de diatomees d'aigua dolça es recull en mines de llits de llacs secs i és característic el seu baix contingut de sílice cristal·lina. La terra de diatomees de l'aigua salada té un alt contingut de sílice cristal·lina, fent-lo un material útil per als filtres, a causa de les característiques dels cristalls que conté.

## Varietats
La tripolita és la varietat que es troba en Tripoli (Líbia). Bann clay (argila de Bann) és la varietat que es troba a la vall del baix Bann, riu d'Irlanda del Nord. Moler (mo-clay en anglès) és la varietat que es troba al nord de Dinamarca, especialment a les illes de Fur i Mors.; és molt apreciada com a primera matèria per a la producció de maons aïllants i granulats absorbents per als sorrals dels gats domèstics.

## Importància climatològica
El clima terrestre es veu afectat per la quantitat de pols que es troba en suspensió a la atmosfera, així doncs, la localització de fonts importants de pols atmosfèrica és important per predir la climatologia . Les recents investigacions indiquen que els dipòsits de diatomàcies a la superfície de la terra tenen un paper important. Per exemple, la font atmosfèrica més gran de pols és la Depressió de Bodele a la República del Txad, on les tempestes empenyen la grava de la terra de diatomees sobre de les dunes, generant la pols per  abrasió.

## Consideracions de seguretat
Les excel·lents qualitats absorbents de la terra de diatomees pot donar lloc a una sequedat significativa de les mans, si es maneja sense guants. La forma (industrial) de l'aigua salada conté una forma altament cristal·lina de sílice, donant per resultat vidres amb arestes molt afilades. L'agudesa d'aquesta versió del material fa perillós el respirar-la i es recomana la màscara de filtració de pols per treballar amb ella.
El tipus d'amenaça que es presenta per inhalació depèn de la forma de la sílice. La sílice cristal·lina planteja un seriós perill a la seva inhalació perquè pot causar silicosi. La sílice amorfa pot causar pulmons polsosos, però no porta el mateix grau de risc que la sílice cristal·lina. La terra de diatomees de categoria alimentària conté generalment percentatges molt baixos de la sílice cristal·lina. La terra de diatomees produïda per als filtres de piscines es tracta amb calor, fent amorf el diòxid de silici abans d'assumir la seva forma cristal·lina.
En els Estats Units d'Amèrica, el contingut de la sílice cristal·lina en la pols està regulat per la «Occupational Safety and Health Administration» (OSHA), que dona pautes per a les quantitats màximes permissibles en el producte i en l'aire prop de la zona de respiració dels treballadors.